# TOG 2
Il TOG 2 fu un carro armato superpesante prodotto dal Regno Unito nei primi anni della seconda guerra mondiale. Ideato per padroneggiare i campi di battaglia tipici della Grande Guerra se si fossero ripresentati in Francia settentrionale, il mezzo rimase allo stadio di prototipo quando fu invece chiaro che il conflitto in corso era una guerra di movimento imperniata sull'uso aggressivo dei carri armati e dell'aeronautica militare.

## Storia

### Sviluppo e produzione
Appena prima dello scoppio della seconda guerra mondiale nel Regno Unito Winston Churchill e altri pensavano che il conflitto sempre più vicino avrebbe riproposto la situazione di stallo di venticinque anni prima; perciò ritennero necessario riunire un gruppo di esperti in mezzi blindati per progettare un carro armato per attraversare la "terra di nessuno" e le trincee avversarie. Lo Special Vehicle Development Committee o SVDC venne creato agli inizi del 1940 e siccome annoverava per lo più personalità che avevano contribuito allo sviluppo dei carri armati nella prima guerra mondiale, venne presto soprannominato The Old Gang, cioè "la vecchia banda": le iniziali della sigla (TOG) furono usate per dare il nome al mezzo da costruire. il TOG 1 fu pronto alla fine dell'anno ma le prove non furono soddisfacenti e nonostante successivi rimaneggiamenti il mezzo fu accantonato.
Il 6 maggio 1940, ancor prima di collaudare il TOG 1, l'SVDC fu contattato per disegnare il successore di questi: denominato TOG 2, ebbe un diverso e più moderno disegno del treno di rotolamento e venne rivista sia la disposizione che il tipo di armamento. Fu fabbricato un singolo esemplare dalla William Foster & Co., la stessa ditta che aveva prodotto il TOG 1.

### Impiego
Il TOG 2 affrontò le prove il 6 marzo 1941 e fu ben presto notato l'impaccio nelle sterzate, dovuto al lungo scafo. Sei mesi dopo il carro subì profondi interventi agli organi di locomozione, il più importante dei quali vide l'aggiunta di sospensioni a barre di torsione. La modifica fu completata nell'aprile 1943 e il carro, ridesignato come TOG 2*, fu nuovamente testato stavolta con risultati brillanti. A questa data, però, la Francia era già stata occupata dalla Germania e lo scenario di guerra statica apparteneva al passato, il conflitto coevo essendo dominato dalla rapidità di manovra: il War Office britannico non fece ordinativi per il TOG 2. Un'altra fonte afferma, inoltre, che l'interesse dell'esercito era stato catturato dal parallelo progetto del Mk IV Churchill, alla fine accettato e prodotto in gran quantità.

## Tecnica
Il TOG manteneva molte delle componenti del TOG 1 a partire dal sistema di locomozione. L'apparato motore era un Paxman-Ricardo TP a 12 cilindri disposti a V, alimentato a gasolio ed erogante 600 hp: a differenza che nel TOG 1, il motore attivava due distinti generatori elettrici, posti uno accanto all'altro e ciascuno dedicato a un cingolo, tramite un cambio apposito. Le attrezzature erano state progettate dalla Merz & McLellan e prodotte dalla English Electric Company e poiché non dettero mai problemi di surriscaldamento, non vennero sostituite come accadde invece sul TOG 1. Una fonte riporta che proprio la constatazione di tale limite spinse a dotare il nuovo mezzo con un apparato di guida idraulico.
Il TOG 2 presentava un treno di rotolamento con ruote d'appoggio e limitato alla porzione inferiore dello scafo, al posto del sistema avvolgente tipico dei carri armati Mark del 1916-1918, ma le sospensioni erano ancora rigide. La torretta trasversale era più grande e fu armata in un primo tempo con un Ordnance QF 6 lb da 57 mm, poi rimpiazzato dall'Ordnance QF 17 lb da 76,2 mm.Il cannone è stato misurato di nuovo ed è un 94 mm da come si vede in foto. Il TOG 2 era protetto da una corazzatura spessa al massimo 75 mm e pesava 81,3 tonnellate; l'equipaggio contava sei uomini. Le dimensioni erano rimaste quasi invariate rispetto al TOG 1, con una lunghezza di 10 metri e un'altezza appena superiore ai 3 metri; la velocità massima su strada era calata a 13 km/h, mentre il raggio di autonomia rimase attestato su circa 80 chilometri.

## Varianti
Sebbene non avviato alla produzione in serie il TOG 2 venne nuovamente studiato dal comitato speciale che ne estrapolò una versione più corta, detta TOG 2R o revised, cioè "rivisto". Fu anche previsto un ipotetico TOG 3 che però non andò oltre qualche bozza, prima che l'idea venisse abbandonata.

## Esemplari esistenti
Il prototipo del TOG 2 fu messo da parte ma non rottamato. Oggi è visibile al Bovington Tank Museum ed è il carro più pesante dell'intera collezione.